# Reșița
Reșița (pronunciació en romanès: [ˈReʃit͡sa]; alemany: Reschitz; en hongarès: Resicabánya; en croat: Ričica; en serbi: Решица/Rešica; Turkish) és una ciutat a l'oest de Romania i la capital del comtat de Caraș-Severin. Es troba a la regió del Banat, considerada àmpliament com a part de Transsilvània. La ciutat tenia 73.282 habitants el 2011.

## Etimologia
El nom de Reșița podria provenir del llatí recitia, que significa "font freda", com va suggerir una vegada l'historiador Nicolae Iorga , presumint que els romans van donar aquest nom a Resita, d'una font d'aigua de la vall de Doman. Una versió molt més plausible, segons Iorgu Iordan, seria que el nom prové en realitat d'una paraula eslava: persones que viuen al poble veí de Carașova 15 km de distància, referint-se a aquest lloc, que en aquells dies era un poble similar al seu, ja que era „u rečice” (a la riera). També es pot observar que gairebé tots els països eslaus tenen llocs amb el nom de Rečice (es pronuncia Recițe en romanès).

## Història
Històricament, la ciutat té els seus orígens al segle xv amb el nom de Rechyoka i Rechycha. Les investigacions arqueològiques van trobar restes d'habitabilitat que es remunten a l'època neolítica, dàcia i romana. Es va esmentar el 1673 amb el nom de Reszinitza, els ciutadans de la qual van pagar impostos a Timișoara i, entre els anys 1690 i 1700, es va esmentar que formava part del districte de Bocșa juntament amb altres ciutats de la vall de Bârzava. A la ciutat es va fer referència a les actes de reclutament de 1717 amb el nom de Retziza. El 3 de juliol de 1771 es va convertir en un important centre de fabricació de metalls de la regió. La base de la Reșița industrial es va establir amb la creació de fàbriques a prop dels pobles de Reșița Română (Reschiza Kamerală o Oláh Resitza) i Reșița Montană (Eisenwerk Reschitza, Német (h) Reschitza o Resiczbánya).
Reșița Montană va estar habitada al principi per romanesos  i, més tard, el 1776, s'hi van establir 70 famílies alemanyes. Entre 1880 i 1941, els alemanys eren la població dominant a la ciutat, amb fins a 12.096 residents aquí el 1941, enfront de 9.453 romanesos i 1861 hongaresos que vivien aquí el mateix any. Entre els anys 1910–1925, Reșița tenia l'estatus de zona rural i, el 1925, va ser declarada ciutat gràcies al seu desenvolupament a una potent ubicació industrial de la moderna Romania. El 1968 es va convertir en municipi.
Després del 1989, Reșița va perdre la major part de la seva importància i la seva economia es va enfrontar a un inconvenient, juntament amb l'economia romanesa. La població també va patir una disminució, passant de 110.000 el 1989 a 86.000 el 2006. Després de la caiguda del comunisme, la siderúrgia de Reșița (Combinatul Siderurgic Reșița, CSR) va ser comprada per un inversor nord-americà que va portar la fàbrica a només un pas de la fallida. Avui les acereries estan dirigides per TMK Europe GmbH, una filial alemanya de l'OAO TMK, Moscou, que té projectes de modernització per a la RSE.

## La ciutat
La ciutat està situada al llarg del riu Bârzava, que es troba amb el riu Doman al centre de la ciutat. La major part de la zona urbana es concentra al llarg de la Bârzava, amb una certa urbanització (majoritàriament residencial) als turons circumdants.
Està format per tres àrees principals, dos antics pobles molt propers: Romanès Reșița (romanès: Reșița Română o Olah Resitza) i Highland Reșița (romanès: Reșița Montană, Eisenwerk Reschitza o Nemet Reschitza); una nova zona, de recent construcció, formada per blocs de torres en un prat de gran obertura, anomenada Prat de Bârzava.
El centre cívic de la ciutat ha estat parcialment renovat el 2006. Un important punt d'atracció situat al centre de la ciutat és la impressionant font cinètica dissenyada per Constantin Lucaci, construïda a l'època comunista.
També hi ha importants punts culturals a Reșița que s'han renovat el 2006, inclosa l'escola de formigó Școala de Beton), el centre de la ciutat i la sala polivalent (Sala Polivalentă).
El vapor de la locomotora Resita Museu compta amb Romania primera locomotora 's construït a Romania en Resita el 1872, i està situat al museu a l'aire lliure al romanès: Triaj) barri.
Un important centre siderúrgic, Reșița és el lloc dels alts forns, les foneries de ferro i les plantes que produeixen electrodomèstics, productes químics i maquinària (vegeu les obres de Reșița).
La ciutat administra sis pobles: Câlnic (Kölnök), Cuptoare (Kuptore), Doman (Domány), Moniom (Monyó), Secu (Székul ; Sekul) i Țerova (Krassócser).
A més, la ciutat és un centre per a llocs d'oci a tot arreu. Les localitzacions properes a Reșița inclouen l'estació d' esquí a Semenic, el llac Gozna, el llac Secu, el llac Trei Ape (llac Three Rivers), Gărâna, Brebu i Văliug.

## Demografia
A l'últim cens, del 2011, hi havia 65.509 persones vivint a la ciutat de Reșița, convertint-la en la 29a ciutat més gran de Romania. La composició ètnica és la següent:

## Religió

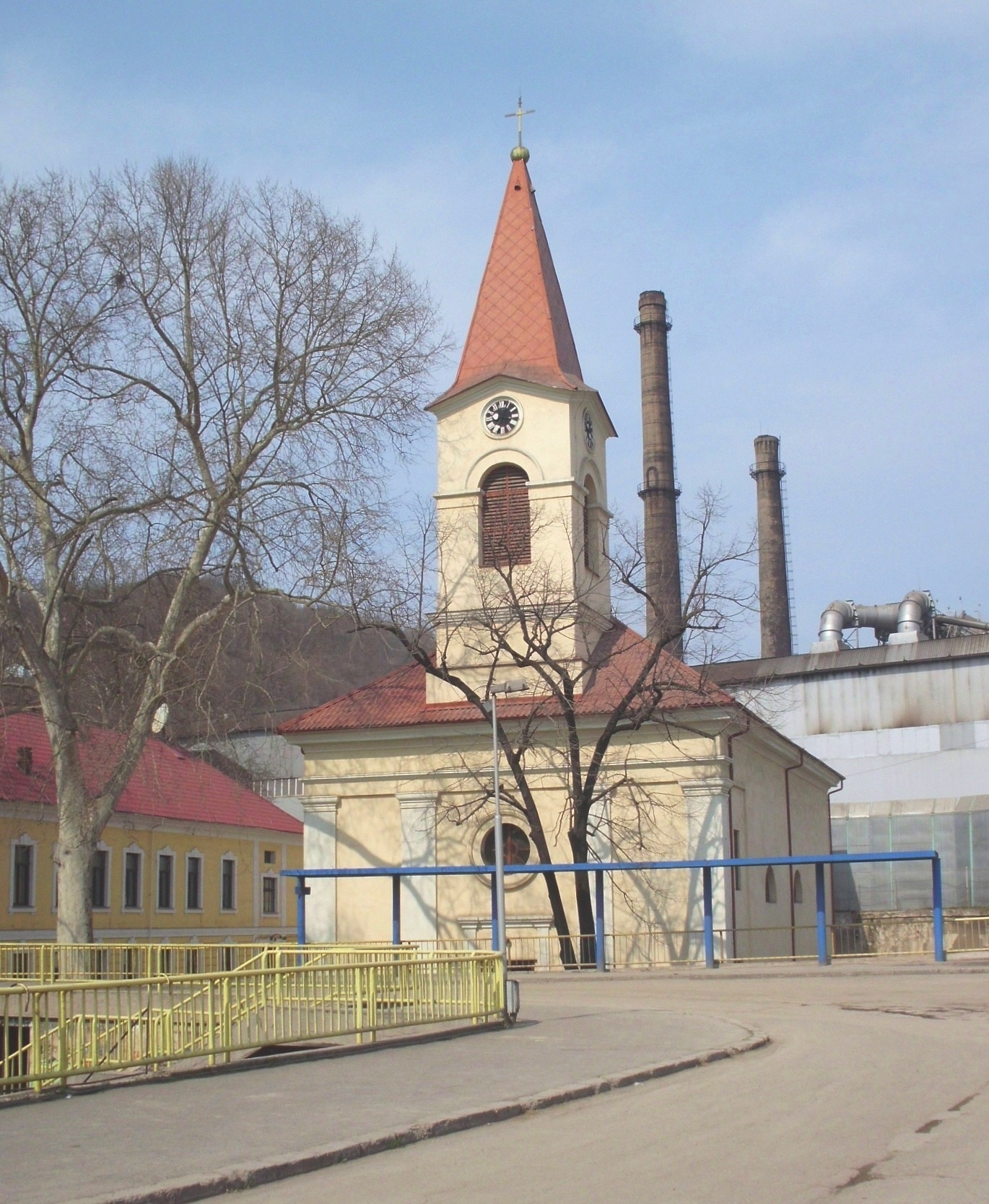
Església catòlica de Reşiţa dedicada a la Mare de Déu de les Neus.

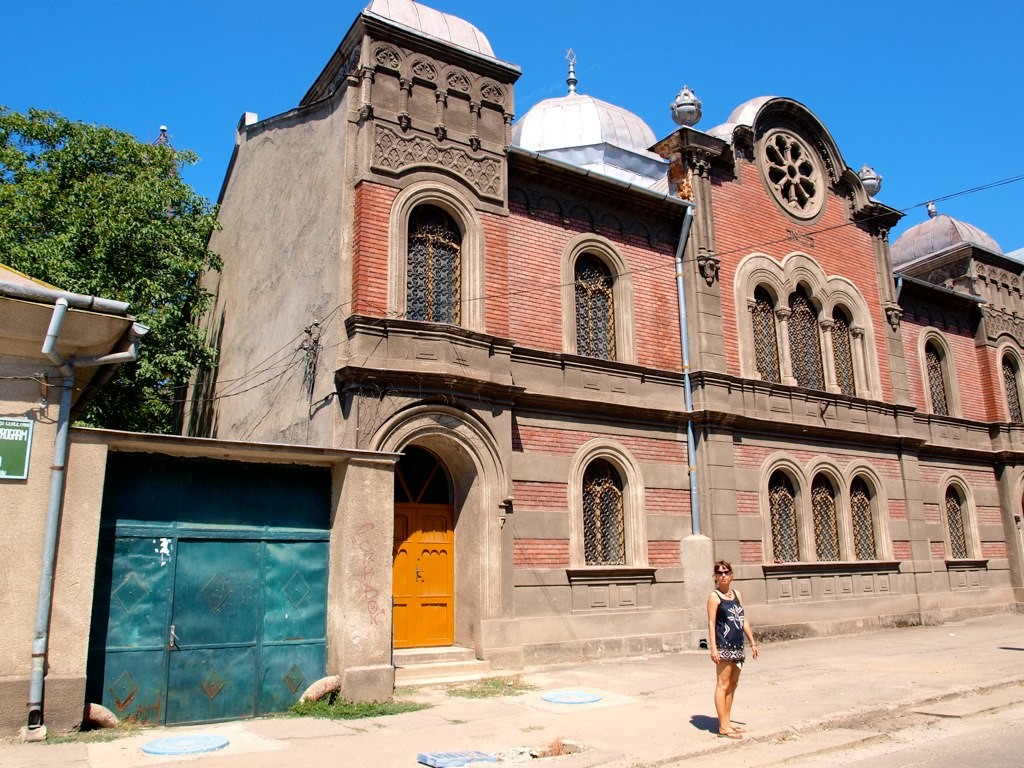
Sinagoga de Reșița.

Segons el cens austrohongarès de 1880, els residents eren:
- 6569 Catòlics romans
- 2129 adherents ortodoxos
- 304 luterans
- 163 catòlics orientals
- 126 Adherits reformats
- 72 adherents al judaisme

Avui en dia hi ha moltes de les antigues esglésies en servei i de noves:
- Esglésies catòliques
  - Església de Santa Maria de les Neus (Ciutat Vella) (romanès: Biserica Maria Zăpezii)
  - Església del diumenge de la Trinitat (Govândari) (romanès: Biserica Duminica Preasfintei Treimi)
- Esglésies ortodoxes
  - New Joseph from Partoș Church (City Centre) (romanès: Sfântul Ierarh Iosif cel Nou de la Partoș)
  - Església de Pentecosta (Govândari) (romanès: Pogorârea Sfântului Duh)
  - Església dels Sants Pere i Pau (Govândari) (romanès: Sfinții Apostoli Petru și Pavel)
  - Saints Peter and Paul Church (Lend) (romanès: Sfinții Apostoli Petru și Pavel)
  - Església de Sant Basili Magne (Moroasa) (romanès: Sfântul Vasile cel Mare)
  - Església dels Sants Arcàngels Miquel i Gabriel (Moroasa) (romanès: Sfinții Arhangheli Mihail și Gavriil)
- Catedral ortodoxa
  - Adormirea Maicii D-lui (Ciutat Vella)
  - Schimbarea la Față (Govândari)
- Església luterana (Ciutat Vella): construïda al segle XIX
- Església reformada (Ciutat Vella)
- Església catòlica oriental (Govândari)
- Sinagoga (Ciutat Vella)

## Clima
Reșița té un clima continental humit (Cfb a la classificació climàtica de Köppen).

## Economia

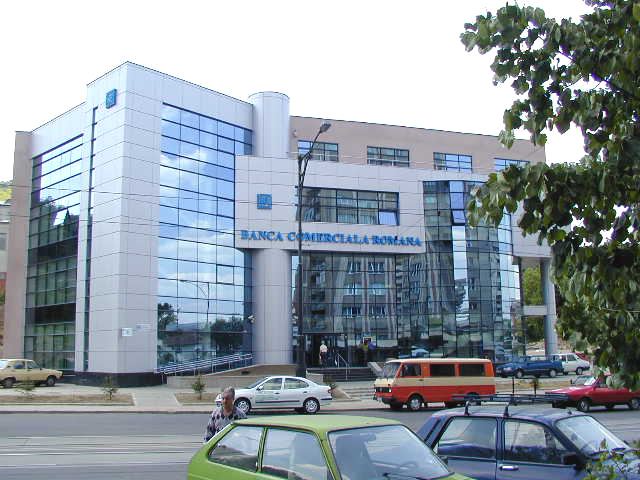
L'edifici de la Banca Comercială Română a Reșița

Reșița ha estat considerat durant molt de temps com el segon centre industrial més gran de Romania. És un centre important en la fabricació d'acer i fabricació de vehicles. CSR (Combinatul Siderurgic Reșița) i UCMR, la primera fàbrica romanesa (Uzina Constructoare de Mașini Reșița). Les dues es diuen com funciona Reșița i són les fàbriques que van mantenir la vida de la ciutat durant més de 300 anys. Les primeres fàbriques es van construir el 1771, durant el regnat de Maria Teresa. Durant el segle xix, les acereries eren conegudes com a StEG. Després del final de la Primera Guerra Mundial, quan Banat va passar a formar part de Romania, van canviar de nom de nou, aquesta vegada per Uzinele și Domeniile Reșița o UDR (Reșița Works and Domains). Només més tard, sota el règim comunista, la UDR es va dividir en RSE i UCMR.
L'economia de Reșița s'ha enfrontat a un desavantatge des del 1989, però va començar a recuperar-se com a conseqüència de l'augment de la inversió estrangera i nacional, principalment en la indústria.
- Indústria: indústria de l'automòbil, indústria del ferro, indústria de la textura, construccions civils;
- Agricultura: l'1% de la població activa de la ciutat treballa a l'agricultura;
- Serveis: alimentació pública, transport intern i internacional;
- Turisme: 2 societats turístiques (Tourist Semenic SA i BIRTA SA).

### Compres
Reșița té actualment 9 supermercats, dels quals tres supermercats Carrefour, dos al districte de Govândari (un d'ells anteriorment era un supermercat Billa) i un al centre comercial Nera, tres supermercats Lidl, dos supermercats Kaufland, un a prop de l'entrada de la carretera de Bocșa i un a Lunca Bârzăvii i un establiment Penny situat també a Lunca Bârzăvii. El centre comercial de Reșița s'anomena centre comercial Nera situat al centre cívic. A Reșița hi ha diverses empreses que ofereixen gairebé tot el que necessitaria un consumidor normal. Actualment hi ha alguns altres centres comercials en fase de desenvolupament, com ara Reșița Shopping City, situat al lloc de l'antiga central tèrmica o al centre comercial de la zona del Mociur.

## Transport

### Transport públic

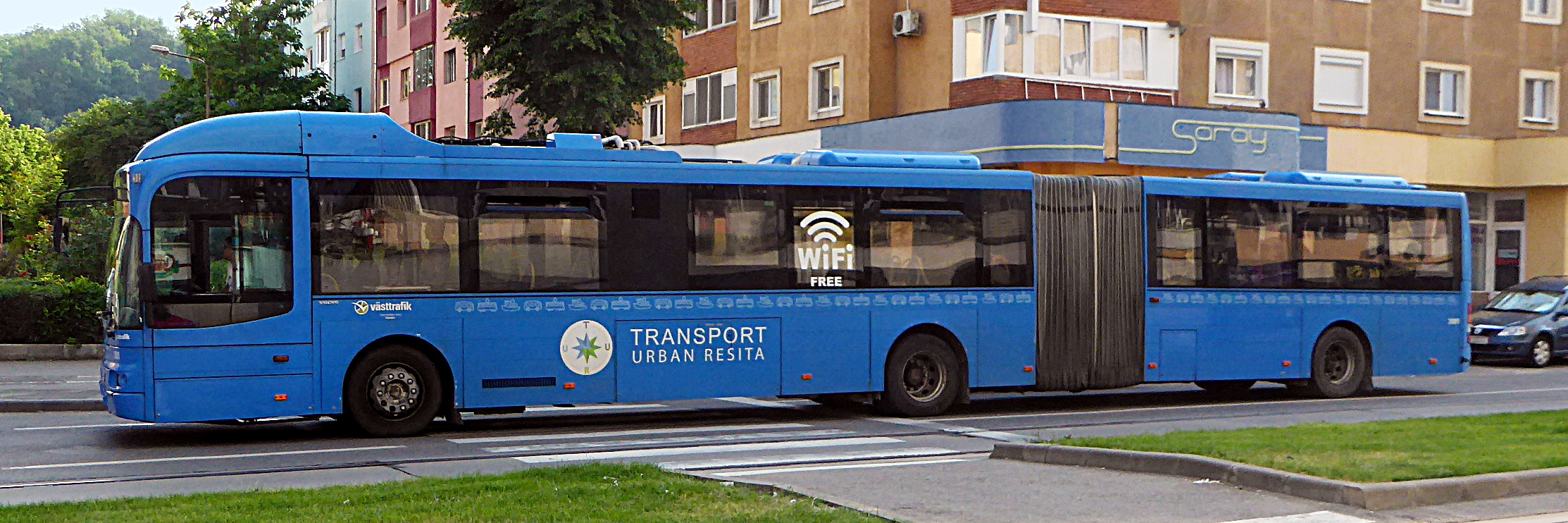
Un autobús a Reșița

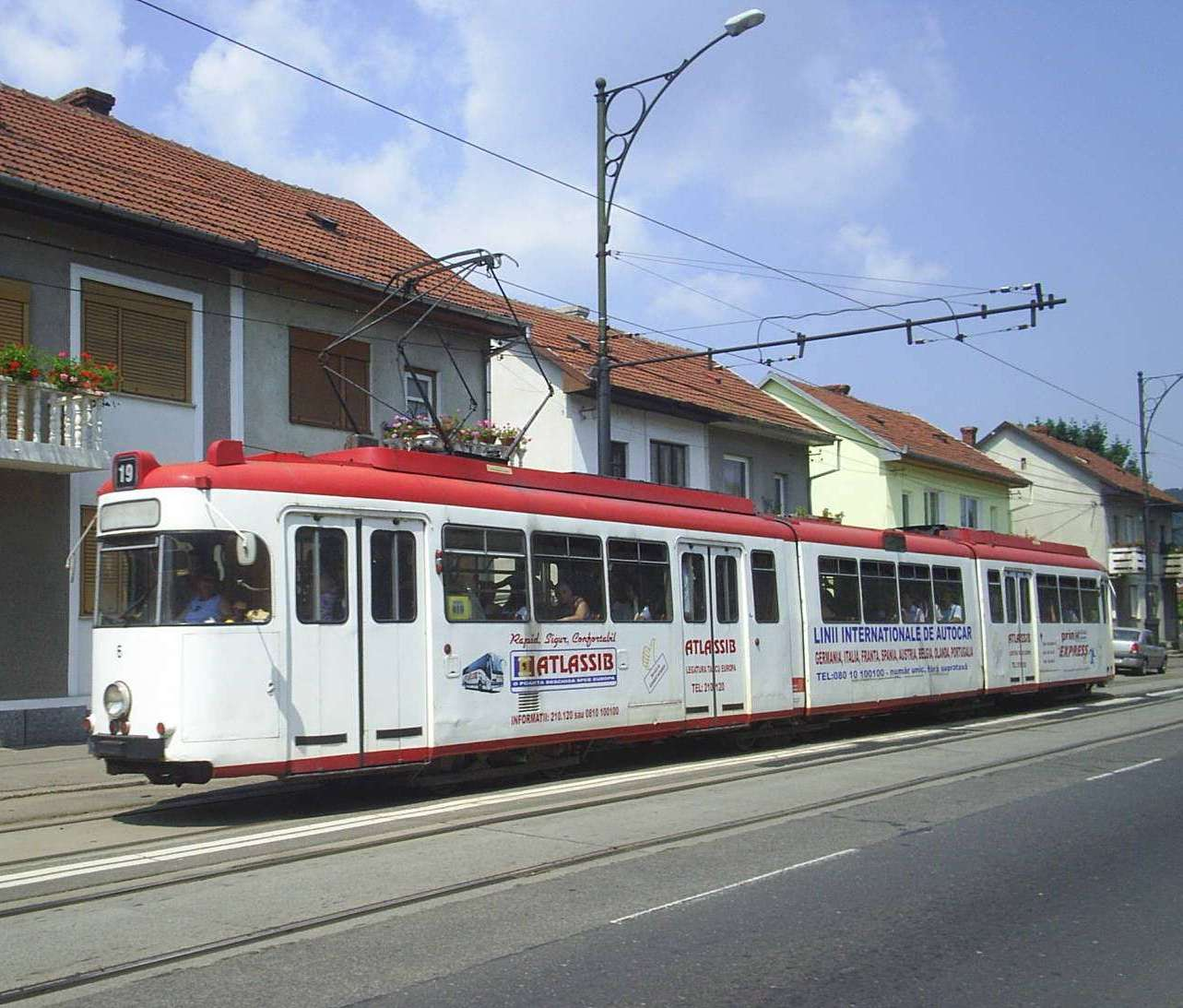
El tramvia GT8 utilitzat a Reșița

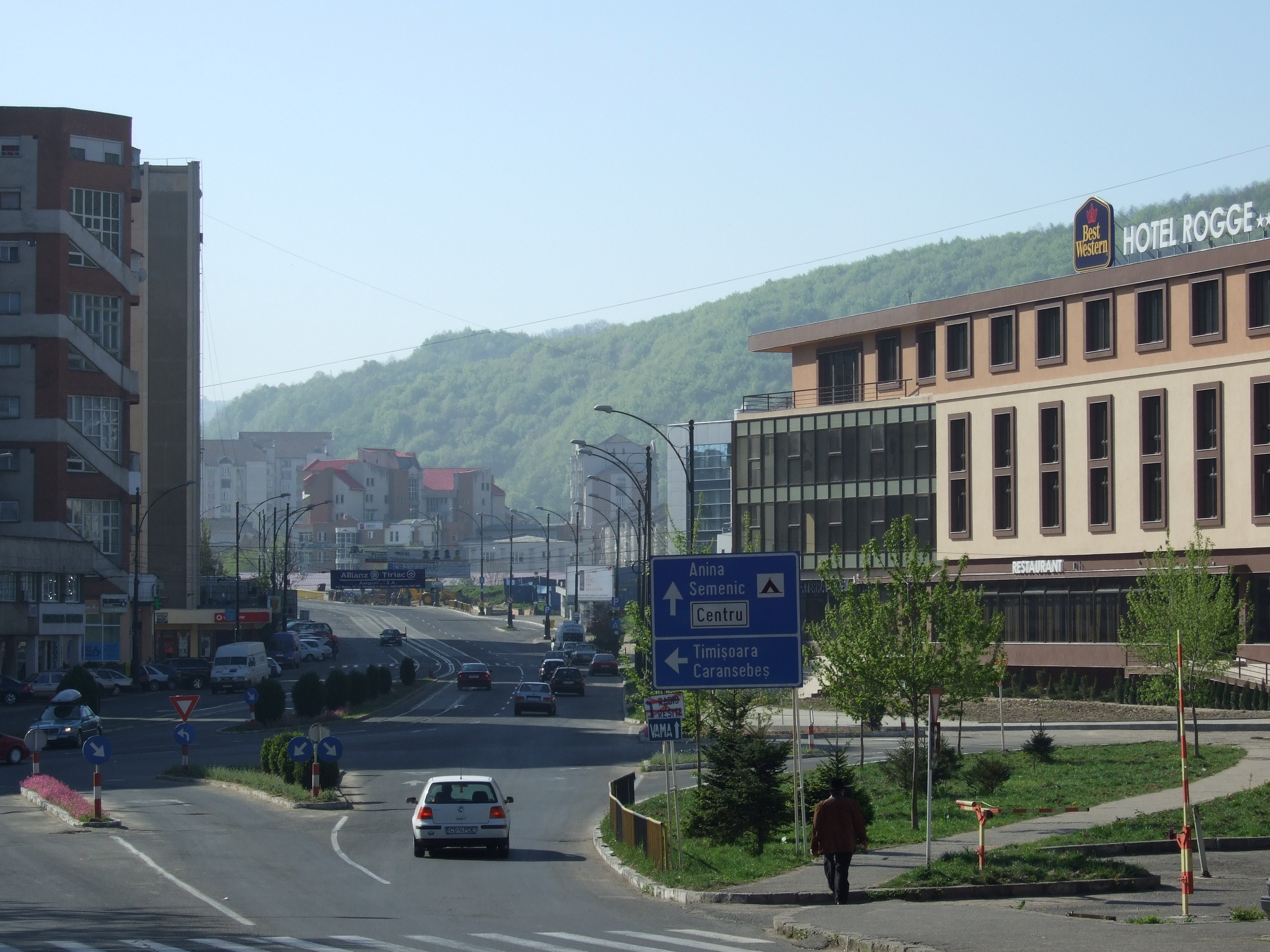
Travessia de Boulevard al centre de la ciutat (2007).

El transport públic de Reșița relleva en 6 línies d'autobús i va ser operat per l'empresa Prescom, actualment desapareguda. Ara està operat per TUR.

#### Autobusos
La flota d'autobusos de Reșița consta d'uns 25 autobusos que circulen per 6 línies:
- 1M / 2 :[7] Marginea - Minda - Mol / Mopar / Molizilor
- 4 : Moroasa II - Lend / Baraj (presa del llac Secu) - CET - Molizilor - Moroasa II
- 8 : Intim - Moniom - Intim
- 9 : Intim - Țerova - Intim
- 10 : Nera - Doman - Nera
- 11 : Piața Republicii - Minda - Cuptoare - Piața Republicii

La flota d'autobusos de Reșița s'hauria d'actualitzar durant el 2009.

#### Tramvies
Un sistema de tramvia, format per dues línies, va funcionar entre el 1988 i el 2011 i s'està restaurant.
Les dues línies de tramvia eren la línia Renk – Muncitoresc (0) i la línia Renk – Stavila (DP), que bàsicament era una ampliació de la línia Renk-Muncitoresc, però només hi havia 3 tramvies en aquesta línia. La flota de tramvies estava formada per uns 28 tramvies. Els darrers tramvies van ser els models GT8 i N importats d'Alemanya (Dortmund i Frankfurt) i van substituir completament els antics tramvies anteriors al 89 el 2002. El 2008, el nou alcalde va anunciar la seva intenció de desmantellar tots els tramvies i substituir-los per autobusos moderns que compleixin les normes de la UE.
La reintroducció de tramvies es va anunciar el 2016 i la modernització i ampliació del sistema de tramvies es va iniciar el 2019. La primera fase inclou un recorregut de doble via de 3,7 km amb set parades i un dipòsit; la segona fase ampliarà el sistema en 9,3 km i nou parades. La reobertura està prevista per al desembre de 2022.
El 2017 es va anunciar que es va crear una nova empresa, anomenada Transport Urban Reșița (TUR), per gestionar el transport públic a Reșița.

### Transport per carretera
Reșița presenta una carretera principal de 4 carrils que connecta el barri de Stavila amb el barri de Calnic. Aquesta carretera principal passa per gairebé tots els barris importants de Reșița. La resta de barris de Reșița són accessibles a través de carreteres secundàries de 2 carrils o carreteres d'un sol carril. Les carreteres de Reșița solen estar ben conservades, especialment la carretera principal, però hi ha ocasionals forats a les carreteres secundàries. Les senyals de trànsit solen estar ben ubicades i es mantenen bé, i el trànsit sol ser amable i els embussos són un mite. Els accidents són molt rars i gairebé mai mortals. Exteriorment, Reșița està connectada per carreteres nacionals a Caransebeș (continuació a Bucarest) i respectivament a Timișoara. També hi ha 3 carreteres comtals que connecten Reșița amb Oravița, Năidaș i, respectivament, Anina.

## Gent notable

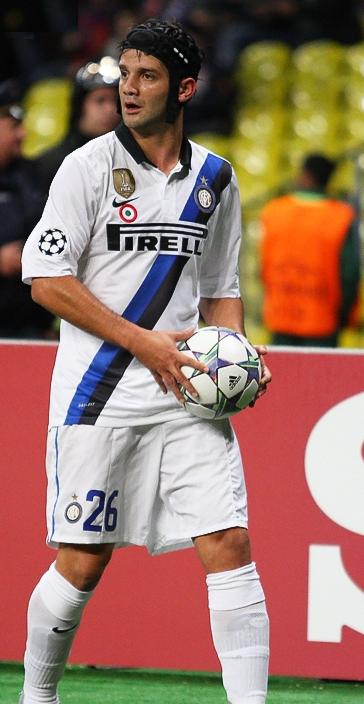
Cristian Chivu durant un partit del 2011

- Cristian Chivu (1980), jugador de futbol
- Werner Stöckl (1952), handbol
- Alexander Tietz (1896–1978), etnògraf

## Esport
Futbol associatiu
- CSM Reșița

Handbol
- HC Adrian Petrea
- CSM Reșița

## Ciutats germanes
- Moncton
- Pesaro